# Johannes Tramsen

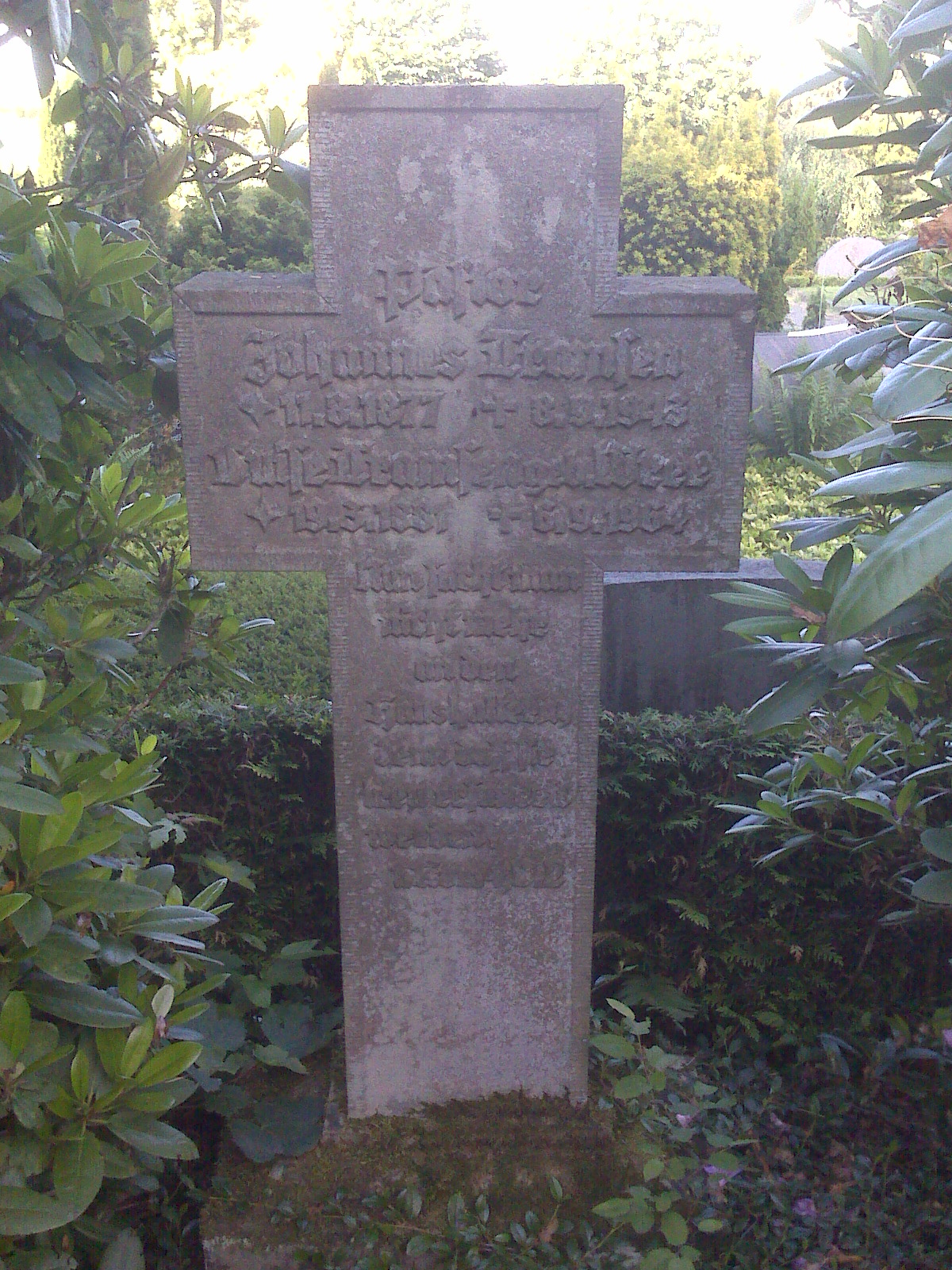
Grabstätte von Johannes Tramsen auf dem Aukruger Friedhof

Johannes Tramsen (* 1. August 1877 in Dollerup, Angeln; † 8. September 1943 in Aukrug-Innien) war ein evangelisch-lutherischer Pastor in Innien und Leiter des Bruderrates der Bekennenden Kirche in Schleswig-Holstein. 1937 gehörte er zu denen, die Die Erklärung der 96 evangelischen Kirchenführer gegen Alfred Rosenberg wegen dessen Schrift Protestantische Rompilger unterzeichneten.

## Leben
Die Eltern von Johannes Tramsen bewirtschafteten einen landwirtschaftlichen Betrieb. In Flensburg besuchte er das Gymnasium, wo er auch das Abitur machte. Sein Studium der Theologie absolvierte er in Erlangen, Greifswald, Berlin und Kiel. Nach dem ersten theologischen Examen war er Vikar in Beidenfleth; nach dem zweiten Examen wurde er am 25. Oktober 1906 im Schleswiger Dom ordiniert. Als Hilfsgeistlicher arbeitete er dann in der Diakonissenanstalt Flensburg, bevor er im März 1908 seine Stelle als Pastor an St. Johannis auf Föhr antrat. Dort heiratete er und bekam mit seiner Frau einen Sohn und drei Töchter, von denen eine früh verstarb.
Von 1915 bis zu seinem Lebensende war er Pastor an der Evangelischen Kirche Aukrug in Innien, wo er am 9. August 1942 seine letzte Predigt hielt. Zur Zeit des Nationalsozialismus gehörte Johannes Tramsen von Anfang an zur Bekennenden Kirche und wurde später Mitglied des Landesbruderrates. Er war Präsident der Bekenntnissynode 1935 in Kiel und der Synode im Herrenhaus Bredeneek im August 1936. Im selben Jahr wurde er als Nachfolger von Reinhard Wester zum Vorsitzenden des Bruderates gewählt. Auch beteiligte er sich mit einem eigenen Beitrag an der Schrift gegen Gustav Frenssen: Die Nordmark im Glaubenskampf. Eine Antwort der Kirche an Gustav Frenssen, herausgegeben von Johannes Lorentzen, Pastor in Kiel. Im Jahr 1943 wurde bei ihm Blasenkrebs diagnostiziert, an dem er kurze Zeit später verstarb.

## Ehrungen

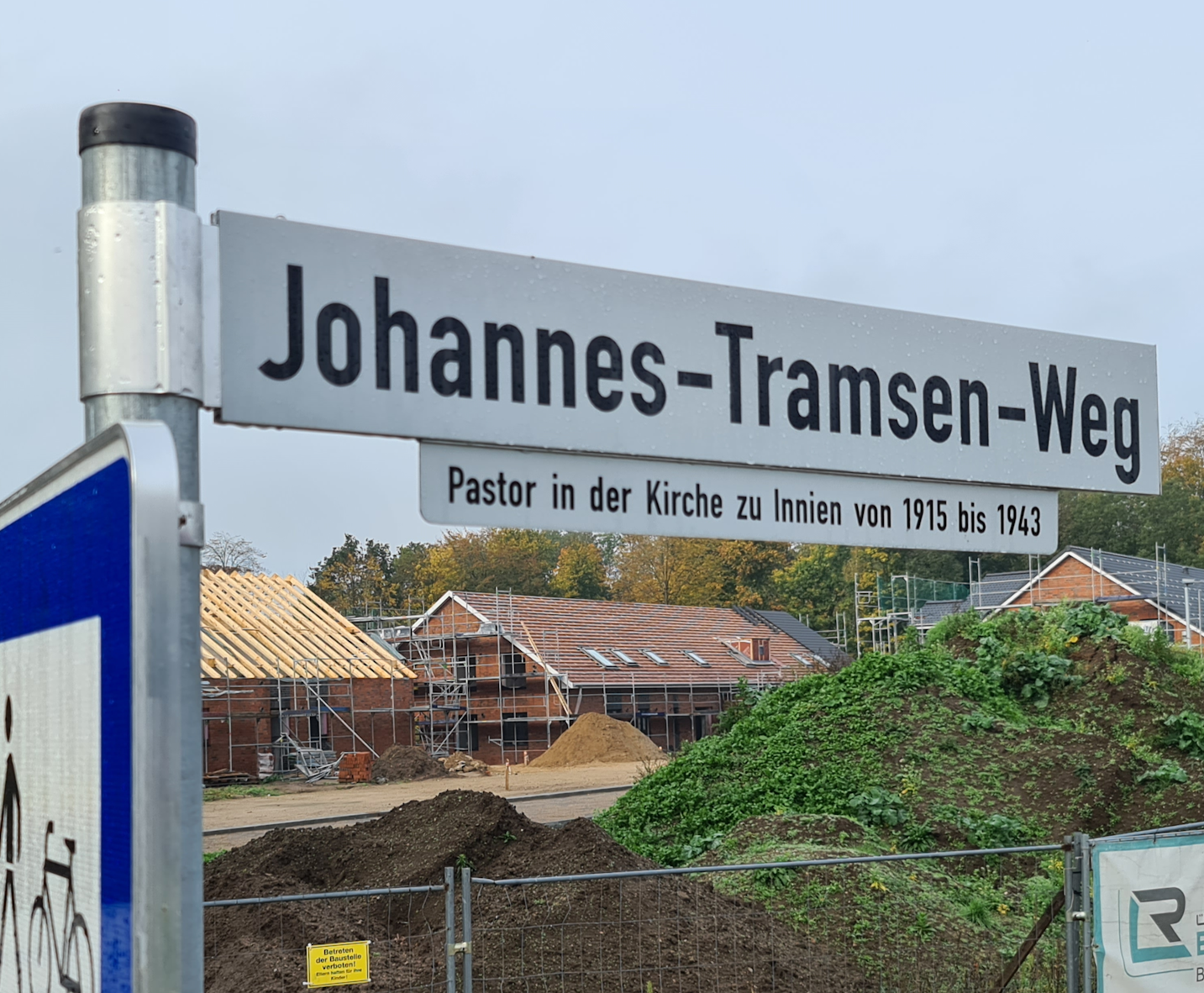
Johannes-Tramsen-Weg in Aukrug

Im Sommer 2022 widmete die Gemeinde Aukrug eine neue Wohnstraße in der Nähe der Kirche als Johannes-Tramsen-Weg.

## Schriften
- Frenssens Urteil über die Kirche der Nordmark und ihre Pastoren, in: Johannes Lorentzen (Hrsg.): Die Nordmark im Glaubenskampf. Eine Antwort der Kirche an Gustav Frenssen, Breklum: Missionsbuchhandlung 1936, S. 33–36; wieder abgedruckt in: Karl Ludwig Kohlwage, Manfred Kamper, Jens-Hinrich Pörksen (Hrsg.): „Ihr werdet meine Zeugen sein!“ Stimmen zur Bewahrung einer bekenntnisgebundenen Kirche in bedrängender Zeit. Die Breklumer Hefte der ev.-luth. Bekenntnisgemeinschaft in Schleswig-Holstein in den Jahren 1935 bis 1941. Quellen zur Geschichte des Kirchenkampfes in Schleswig-Holstein. Zusammengestellt und bearbeitet von Peter Godzik, Husum: Matthiesen Verlag 2018, ISBN 978-3-7868-5308-4, S. 211–216.